# 축융부인
축융부인(祝融婦人)은 나관중의 《삼국지연의》에서 나오는 가공 인물로, 맹획(孟獲)의 아내로 등장한다. 중국 신화의 불의 신이자 남쪽의 신인 축융(祝融)의 후예이다.

## 《삼국지연의》에서의 축융부인
225년, 촉나라의 승상(丞相) 제갈량(諸葛亮)이 남만(南蠻)에 쳐들어 오자, 남편 맹획(孟獲)은 군사를 이끌고 맞섰다. 하지만 맹획이 전투에서 여러 번 패하자, 축융부인이 직접 나서 촉나라의 군대와 맞서게 되었다. 축융부인은 무예가 출중하며, 비도(飛刀)의 명수로, 촉장 장억(張嶷)과 마충(馬忠)을 사로잡았다. 이에 제갈량은 조운(趙雲)과 위연(魏延)을 불러 축융부인을 생포할 계책을 알려주었고, 다음날 조운과 위연은 일부러 축융부인을 화나게 한 뒤 퇴각하였다. 축융부인은 요격하다가 매복에 걸려 사로잡히게 되었으며, 결국 맹획의 요청에 축융부인은 장의 · 마충과 교환되어 돌아오게 되었다.
제갈량이 맹획을 6번을 풀어주고 7번을 사로잡자, 맹획은 제갈량에게 항복하였으며, 축융부인도 이를 따라 제갈량에게 항복하였다.

## 같이 보기
- 축융
- 삼국지 인물 목록
- 삼국지 가공인물
- 나관중